# Fernando Calero de la Pava
Fernando Julián Calero de la Pava (Cali, 27 de agosto de 1950) es un psicólogo y escritor de cuento, ensayo y poesía colombiano. Su obra literaria se caracteriza por una narrativa sobre marginalidad, erotismo, la vida psicoactiva y la muerte. Es doctor en Psicología Clínica del Centro Internacional de Psicoterapia y Psicodiagnóstico (C.I.P.P.) de Barcelona, con tesis laureada por su estudio sobre el Test de Rorschach y su uso en las toxicomanías. Fue discípulo del psiquiatra y psicólogo cubano, de origen vasco, Juan Antonio Portuondo Espinosa, fundador del (C.I.P.P.).  Recibió también el Diploma Superior en Criminología de la Universidad de Barcelona, España.

## Biografía
Fernando Julián Calero de la Pava nació en Santiago de Cali, Colombia. Hijo de Julián Calero y Ana de la Pava, estudió en el Colegio Berchmans, uno de los más prestigiosos de la ciudad, donde recibió una educación jesuítica que influiría fuertemente en su visión de la justicia social. En esta institución conoció a Andrés Caicedo, uno de los escritores caleños más influyentes, el cual le apodaba «El Loco Calero». Formó parte, junto con éste, de un colectivo cultural relacionado con la literatura y el cine, conocido posteriormente como «El Grupo de Cali», conformado por jóvenes de clase media alta del norte de la ciudad.
En 1968, con 18 años, parte hacia Europa para alejarse de la violencia que azotaba a Cali por entonces a manos del Cartel de Cali. Comienza a estudiar medicina, carrera que abandona para recorrer el mundo. De esa época son muchos de sus relatos en el Magreb y Europa central. En 1982 inicia sus estudios de Psicología en el Centro Internacional de Psicodiagnóstico y Psicoterapia, recibiendo cuatro años después una maestría y doctorado de la Universidad de Miami. Estudia criminología en la Universidad de Barcelona.

### Actividad en ETA
Luego de conocer a Virginia Artola, su pareja, se alista en ETA adquiriendo un gran compromiso por la liberación del País Vasco y recibiendo entrenamiento militar. Se encarga de operaciones logísticas y de financiamiento del grupo. Se traslada a Alemania, donde nace su hija. Es capturado y extraditado a España donde es juzgado por sus actividades en ETA. Pasó tres años en la Cárcel Modelo de Barcelona donde formó el sindicato Presol (Presos Sociales en Lucha), que exigía mejoras en las condiciones de los presos. Fue liberado por falta de pruebas en 1982. Su pareja Virginia desapareció en circunstancias no aclaradas y su paradero continúa siendo desconocido.
De esta época es su primer poemario, Memorias de un recluso, que publicaría en 1986 y que sería finalista en el II Premio Iberoamericano de Poesía «Juan Bernier» de Córdoba (España).

### Regreso a Colombia
A finales de la década de 1980 regresa a Cali donde publica otro libro de poesía, Estigmas, con el que se hace acreedor de la Fiambrera de Plata del Ateneo de Córdoba. Se dedica a la psicología clínica y a la literatura. En 1996 publica Blanca oscuridad, que recibe la mención de honor en el concurso de poesía Jorge Isaacs, y al año siguiente Herederos de la noche con el que gana el premio de poesía de la Fundación Gesto.

## Obra
Relatos y cuentos
- Compra un caballo en Estambul (2003)
- El precio del placer (2005)
- Mi vida con Andrés (2019)

Poesía
- Memorias de un recluso (1986)
- Estigmas (1988)
- Blanca oscuridad (1996)
- Herederos de la noche (1997)

Antologías
- Nuevas voces del fin de siglo (Epsilon Editores, 1999)
- Verbum, Poetas Colombianos (2002)
- El quinteto de Versalles (Feriva, 2003)
- Quién es quién en la poesía colombiana (2005)
- Segunda antología del cuento corto colombiano. (Universidad Pedagógica Nacional, 2007)
- Cali-grafías. La ciudad literaria. Antología bilingüe (español-francés). (Universidad del Valle y Universidad de la Sorbonne, 2008)
- Amores Urbanos (Mango Biche Ediciones, 2015)

Ensayo
- De la luz y de las sombras (2010)
  - De la expulsión del paraíso al infierno de las drogas (2011)